# Västerhaninge distrikt
Västerhaninge distrikt är ett distrikt i Haninge kommun och Stockholms län. 
Distriktet ligger i och omkring Västerhaninge.

## Tidigare administrativ tillhörighet
Distriktet inrättades 2016 och utgörs av socknen Västerhaninge i Haninge kommun.
Området motsvarar den omfattning Västerhaninge församling hade vid årsskiftet 1999/2000.